# 아드리아나 토레베하노
아드리아나 토레베하노(Adriana Torrebejano, 1990년 11월 3일 ~ )는 스페인의 배우이다.